# Ilmenium
Ilmenium是歷史上一度以為是化學元素的物質。早於1846年，有人聲稱發現了新元素，原子序為43，43號元素。一年後，也就是1847年時，化學家R.赫爾曼將1846年有人聲稱發現的43號元素命名為Ilmenium，他分析了發現那個元素的鈮釔礦所得到的結論是，它確實包含與鈮和鉭相似的元素。它有類似鈮和鉭的複雜製備反應性，因為性質與鈮和鉭不太相同，因此以為是新元素，但後來發現它只是鈮和鉭的混合物。
1864年，Christian Wilhelm Blomstrand明確地表明，這些並非可以證明Ilmenium存在的事實，之後的幾年Ilmenium被與Pelopium相同的證明過程發現它只是鈮和鉭的混合物。雖然已經證明ilmenium是鈮和鉭的混合物，但赫爾曼還是繼續發表ilmenium的論文與相關文章好幾年。